# Weber

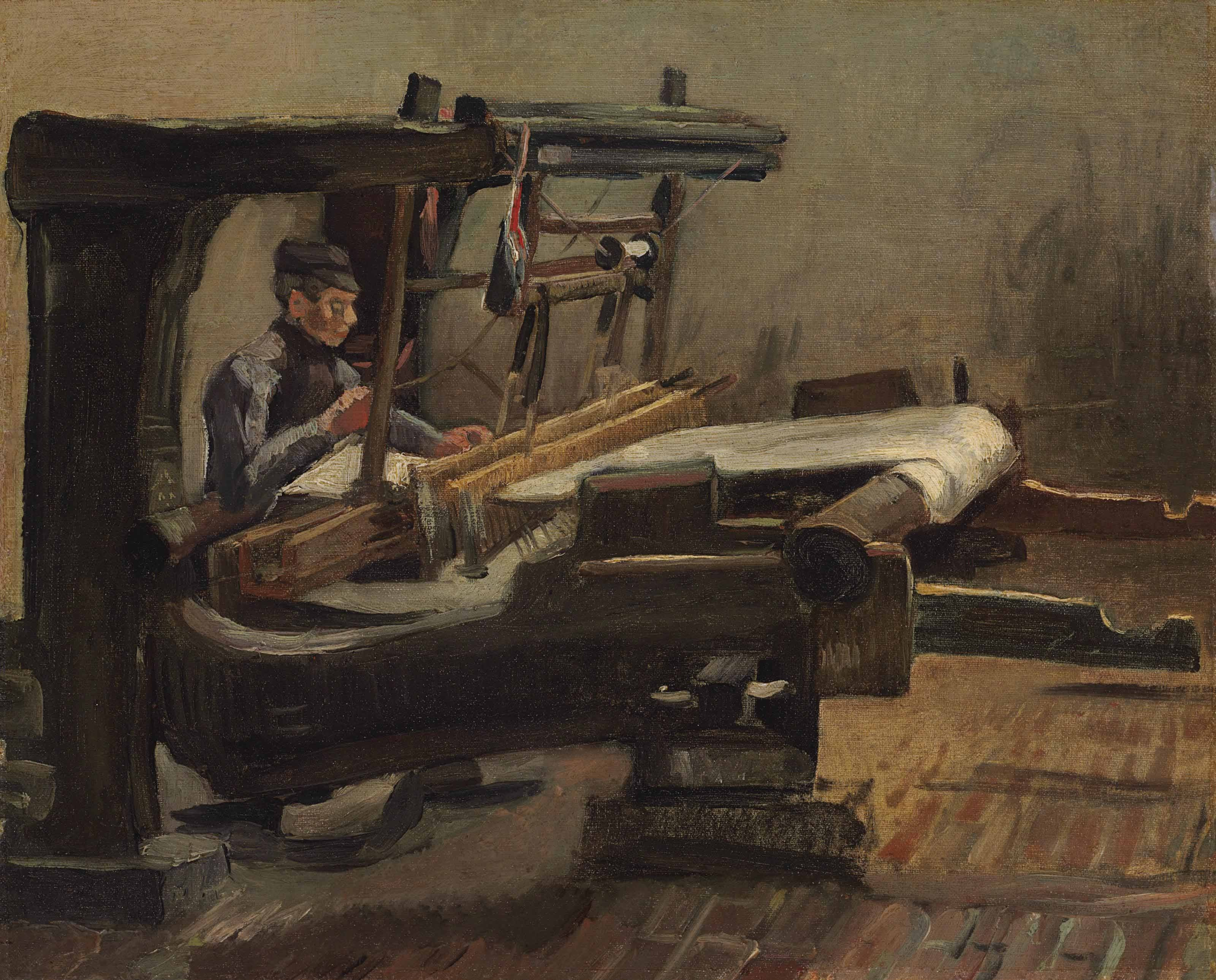
Leineweber am Handwebstuhl (Vincent van Gogh 1884)

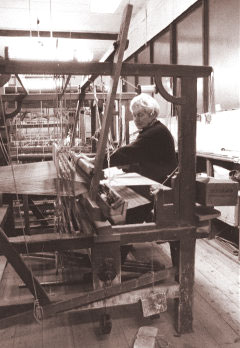
Henni Jaensch-Zeymer am Webstuhl, 1980

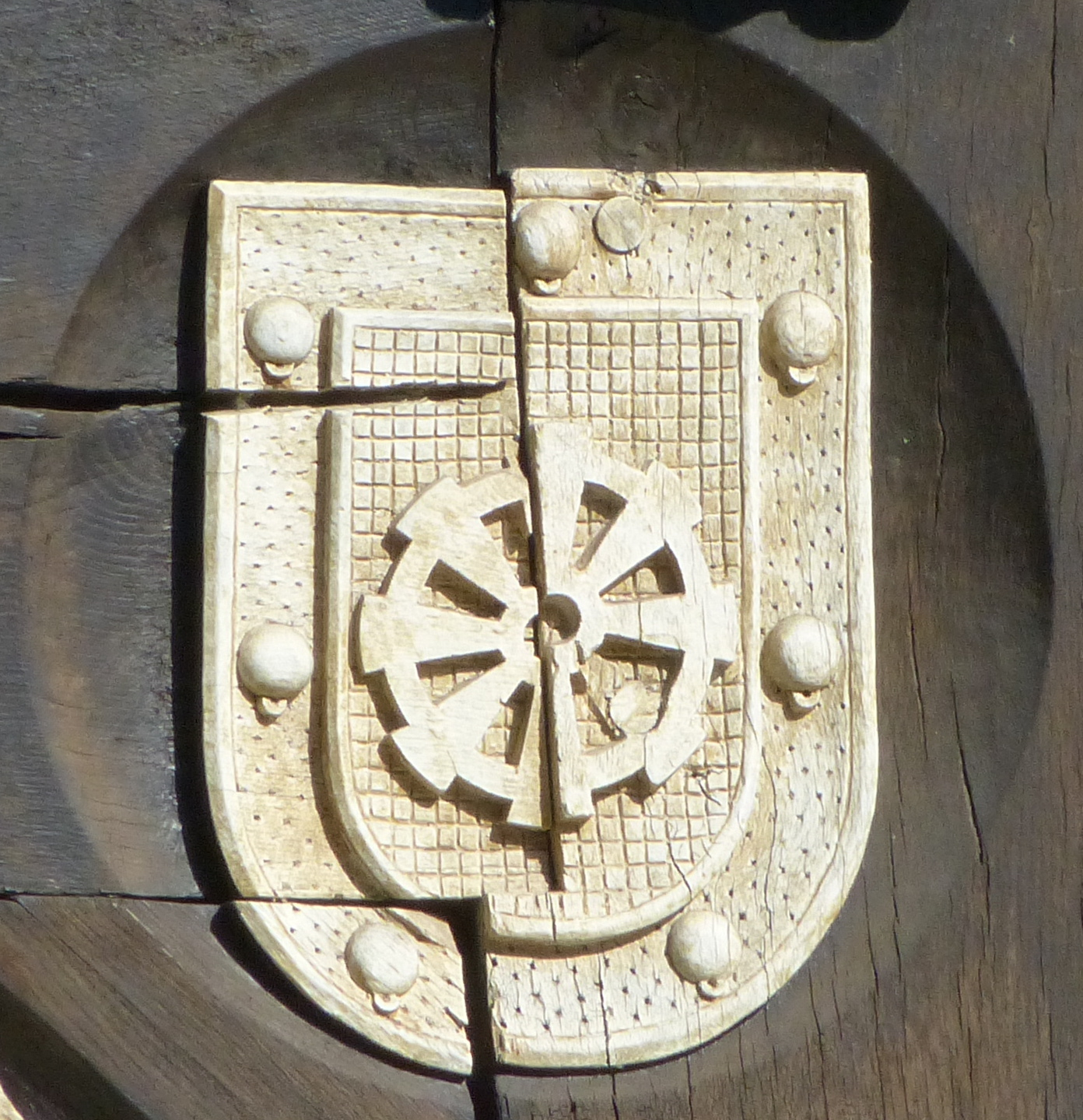
Garnhaspel, Wappen am Haus des Bremer Textilindustriellen Ludwig Knoop

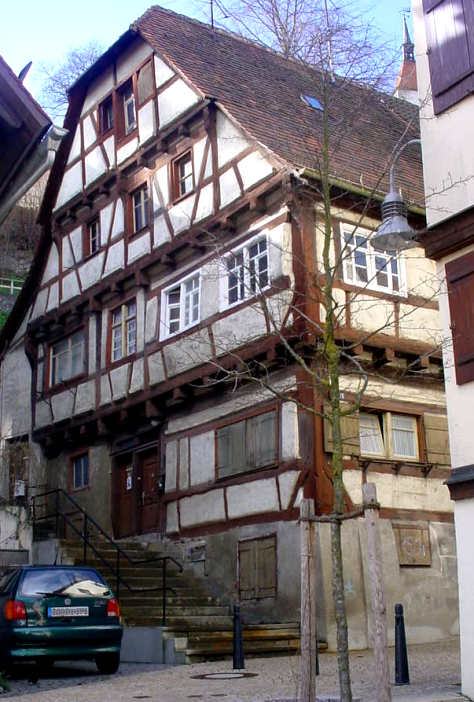
Altes Weberhaus in Biberach an der Riß.
Im untersten Geschoss befinden sich die Klappen zur Dunke, dem feuchten Keller, in dem gewebt wurde.

Ein Weber ist eine Person, die das Handwerk der Weberei als Beruf ausübt. Der Weber stellt aus Garnen verschiedene Gewebe her. Spezialisierte Weber waren die Tuchmacher, die ausschließlich feine gewalkte und geraute Wollgewebe, sogenannte Tuche, herstellten, Leineweber produzierten ausschließlich Leinwand, Seidenweber verwebten Seide.

## Beschreibung
Verbreitete Webgarne aus einheimischen Rohstoffen waren Wolle für die Tuchmacherei, Flachs oder auch Hanf für die Leinenweberei. Daneben wurden auch eingeführte Rohstoffe wie Baumwolle und Seide verarbeitet. Im Mittelalter gehörte die Leinenweberei zu den „unehrlichen Berufen“. Weber, die Wolle verarbeiteten, hießen „Wüllner“.
Der Webstuhl ermöglichte dem Weber, Stoffe von hoher Qualität zu produzieren. Allerdings brachten die mechanischen Webstühle und die Industrialisierung das Ende dieses früher sehr verbreiteten Handwerks. Dieser Umbruch brachte viele Weber um ihre Existenz. Und so waren die Weber mit einer der ersten Berufsstände, die die negativen Folgen der Industrialisierung am eigenen Leib erfahren mussten, was im 18. und 19. Jahrhundert vielerorts Weberaufstände auslöste. Dieses Thema hat u. a. Gerhart Hauptmann in seinem Sozialdrama Die Weber künstlerisch aufbereitet.
In der Neuzeit wird die überwiegende Menge der Gewebe industriell produziert. Die handwerkliche Weberei wird nun eher als Kunsthandwerk betrieben. In der Dritten Welt bestreiten aber noch viele Weber mit diesem Handwerk ihren Lebensunterhalt an bzw. unter der Armutsgrenze. Auch ist Kinderarbeit dort in diesem Beruf keine Seltenheit.
Die Schutzheilige der Weber ist Radegundis.

## Handwerkliche Ausbildung im 21. Jahrhundert in Deutschland
Weber ist ein anerkannter Ausbildungsberuf nach der Handwerksordnung. Die duale Ausbildung dauert drei Jahre und schließt mit der Gesellenprüfung ab. Daneben gibt es die Möglichkeit, sich in den Weberklassen vier Jahre außerbetrieblich auf die Gesellenprüfung vorzubereiten.
Zum 1. Januar 2004 wurde die Handwerksordnung in Deutschland geändert; der Meisterzwang für die Webereibetriebe ist weggefallen und das Weberhandwerk ist zum zulassungsfreien Handwerk geworden. Eine Berechtigung zur Ausbildung von Lehrlingen im Rahmen der dualen Ausbildung ist ab diesem Datum auch ohne Meisterprüfung möglich; die erforderliche fachliche Eignung als Ausbilder ist bereits mit der Gesellenprüfung gegeben. Als Nachweis für die berufs- und arbeitspädagogische Eignung muss nur noch eine Ausbildereignungsprüfung abgelegt werden.
In Österreich ist Weberei eine von drei Ausbildungsmöglichkeiten im dreijährigen Lehrberuf Textilgestaltung.

## Bekannte Weber
Zu den bekanntesten deutschen Weberinnen, die Textilkunst schufen, gehören
- Anni Albers
- Alen Müller-Hellwig
- Ida Kerkovius
- Gunta Stölzl
- Marie Thierfeldt

und weitere Bildwirker.